# Мальта на зимних Олимпийских играх 2014
Мальта впервые в истории приняла участие на Зимних Олимпийских играх. В Сочи страну представила горнолыжница Элис Пеллегрен.

## Горнолыжный спорт
Женщины
| Соревнование      | Спортсмены     | 1 спуск | 1 спуск | 2 спуск | 2 спуск | Всего   | Место |
| Соревнование      | Спортсмены     | Время   | Место   | Время   | Место   | Всего   | Место |
| ----------------- | -------------- | ------- | ------- | ------- | ------- | ------- | ----- |
| Гигантский слалом | Элис Пеллегрен | 1:36,85 | 72      | 1:36,27 | 64      | 3:13,12 | 65    |
| Слалом            | Элис Пеллегрен | 1:07,10 | 52      | 1:02,73 | 39      | 2:09,83 | 42    |